# Friedewald, Hessen
Friedewald är en kommun och ort i Landkreis Hersfeld-Rotenburg i Regierungsbezirk Kassel i förbundslandet Hessen i Tyskland. 
De tidigare kommunerna Hillartshausen och Lautenhausen uppgick i Friedewald, Hessen 31 december 1971 och Motzfeld 1 augusti 1972.